# Nati nel 1205
| Questa pagina contiene informazioni ricavate automaticamente dalle voci biografiche con l'ausilio del template Bio e di un bot. L'aggiornamento è periodico e automatico e ricostruisce completamente la pagina. Se manca una persona in questa lista, sei pregato di non aggiungerla, ma accertati piuttosto che la sua voce biografica contenga il template Bio e che i dati anagrafici siano correttamente compilati. Se il template Bio manca, inseriscilo tu stesso o, in alternativa, metti l'avviso {{tmp\|Bio}} che ne segnala la mancanza. Se i dati riportati sono sbagliati, correggi direttamente la voce biografica; le modifiche saranno visibili in questa lista entro pochi giorni. Per chiarimenti vedi il progetto biografie. La lista contiene solo le 13 persone che sono citate nell'enciclopedia e per le quali è stato implementato correttamente il template Bio. Pagina aggiornata al 18 giu 2025. |

- 5 novembre - Al-Salih Ayyub, sultano curdo († 1249)
- Adolfo IV di Schaumburg, nobile tedesco († 1261)
- Batu Khan, condottiero mongolo († 1255)
- Enrico I d'Avaugour, nobile francese († 1281)
- Gualtieri IV di Brienne, conte († 1246)
- Guido I de la Roche, nobile francese († 1263)
- María Guillén de Guzmán, nobile spagnola († 1262)
- Ruggero di Puglia, monaco cristiano e scrittore italiano († 1266)
- Tannhäuser, poeta tedesco († 1270)
- Ugo Ripelin di Strasburgo, teologo e presbitero francese († 1270)
- Venceslao I di Boemia, re († 1253)
- Demetrio del Monferrato, re († 1230)
- Alan la Zouche, cavaliere medievale e nobile britannico († 1270)